# Rivadavia (Mendoza)
Pour les articles homonymes, voir Rivadavia.
Rivadavia est une localité de la province de Mendoza, en Argentine et le chef-lieu du Département de Rivadavia. Elle est située au sud-est de Mendoza.

## Emplacement
Rivadavia est bordé au nord par le Département de Junín, séparés par la rue Belgrano, au sud par les districts de La Libertad et Los Campamentos, séparés par la rivière Tunuyán, à l'ouest par le district de Andrade, séparés par la rue Primavera et à l'est par le district Santa Maria de Oro et du Mundo Nuevo, séparés par des rues San Isidro, Isaac Estrella, Silva et Urquiza.
- (es) Cet article est partiellement ou en totalité issu de l’article de Wikipédia en espagnol intitulé « Rivadavia (Mendoza) » (voir la liste des auteurs).